# Scrophularia californica
Scrophularia californica là một loài thực vật có hoa trong họ Huyền sâm. Loài này được Cham. & Schltdl. miêu tả khoa học đầu tiên năm 1827.